# Maurice Baumont
Pour les articles homonymes, voir Baumont.
Edmond Marie Maurice Baumont, né à Lunéville le 26 février 1892 et mort à Paris le 12 juin 1981, est un historien français, spécialiste de l'histoire de l'Allemagne, de la France de la Troisième République et des relations internationales. Il est Juste parmi les nations.

## Biographie
Fils de Henri Baumont (1857-1909), principal du collège de Lunéville, puis proviseur du lycée de Beauvais (1898). Historien, auteur d'une thèse, Études sur le règne de Léopold, duc de Lorraine et de Bar (1697-1729), parue en 1894.
Normalien de la promotion 1911 après des classes préparatoires à Louis-le-Grand, Maurice Baumont est reçu à l'agrégation d'histoire et de géographie en août 1914 et immédiatement incorporé dans l’armée comme sous-lieutenant. Grièvement blessé et prisonnier des Allemands en décembre 1914, il est interné dans le camp de Friedberg en Hesse après un long séjour à l’hôpital de Metz jusqu’à l’armistice.
De novembre 1918 à juillet 1919, il est attaché au bureau de presse dirigé par Émile Haguenin à l’ambassade de France à Berne, bureau d’information sur l’Allemagne, où il collabore avec André François-Poncet et René Massigli. 
D’août 1919 à février 1927, à la Commission des réparations à Berlin, il est successivement membre de la commission économique du service d’information, chef du service de documentation du comité des garanties, puis adjoint au commissaire des chemins de fer allemands. Il publie en 1922, avec Marcel Berthelot, un remarquable ouvrage d’histoire immédiate sur L’Allemagne. Lendemains de guerre et de révolution. Il soutient en 1928 une thèse d’État sur La Grosse Industrie allemande et le charbon, et une thèse secondaire sur La Grosse Industrie allemande et le lignite.
De février 1927 à septembre 1939, Maurice Baumont est chef du service des questions économiques au secrétariat de la Société des Nations à Genève. Auteur de nombreuses notes sur la situation économique européenne, en particulier sur la crise agraire en Europe centrale, il est proche d’Aristide Briand dont il soutient la politique de réconciliation avec l’Allemagne. Il participe en 1930 au troisième cours universitaire de Davos, avec de nombreux autres intellectuels français et allemands. Son beau livre de la collection « Peuples et civilisations », intitulé La Faillite de la paix : 1918-1939, publié en 1945, s’inspire en partie de son expérience personnelle dans les institutions internationales. 
Après la disparition de fait de la SDN, il dirige la Documentation économique de la France d’Outre-Mer du 28 août 1939 au 30 juin 1948, tout en occupant la chaire de géographie commerciale et industrielle au Conservatoire national des arts et métiers de Paris de 1941 à 1951. Lors des grandes rafles de juillet 1942, Maurice Baumont, dont l’épouse est juive, héberge quatorze Juifs en fuite et leur procure des faux papiers d’identité et de fausses cartes d’alimentation, ce qui lui valut d’être déclaré Juste parmi les nations en 1985.
De 1951 à 1961, il est professeur d’histoire contemporaine à la Sorbonne sur une chaire créée à la demande de Pierre Renouvin. Nommé conseiller historique du Ministère des Affaires étrangères en 1948, il est l’éditeur en chef français de la publication des archives de la Wilhelmstrasse jusqu’à son décès, et dirige avec Pierre Renouvin la publication des Documents diplomatiques français (1932-1939). En 1957, il est élu à l’Académie des Sciences Morales et Politiques comme successeur de Lucien Febvre. Il est, en tant que représentant de l’académie, conservateur du Musée Condé à Chantilly, propriété de l’Institut de France, de 1963 à 1981.
Maurice Baumont est enterré à Luxeuil où un musée Maurice Baumont a été créé.

## Publications
- L’Allemagne. Lendemains de guerre et de révolution, Paris, Armand Colin, 1922, en collaboration avec Marcel Berthelot. Prix Montyon 1923 de l’Académie Française.
- La Grosse Industrie allemande et le charbon, Paris, G. Douin, 1928.
- La Grosse Industrie allemande et le lignite, Paris, G. Douin, 1928.
- L'Abdication de Guillaume II, Paris, Plon, 1930.
- La révolution à Luxeuil et dans le district de Luxeuil, Besançon, Sequania, 1930, en collaboration avec Henri Baumont.
- L'Affaire Eulenburg et les origines de la guerre mondiale, Paris, Payot, 1933.
- L'Essor industriel et l'impérialisme colonial : 1878-1904, Paris, PUF, 1937, tome XVIII de la collection « Peuples et Civilisations ».
- Le Blé, Paris, PUF, 1943.
- La Faillite de la paix : 1918-1939, 2 volumes, Paris, PUF, 1945, tome XX de la collection « Peuples et Civilisations ». Prix Thérouane 1946 de l’Académie Française.
- Le Commerce depuis le milieu du XIXe siècle. Tome V de l'Histoire du commerce, ed. Jacques Lacour-Gayet, Paris, SPID, 1952.
- Gloires et tragédies de la IIIe République, Paris, Hachette, 1956.
- Aux sources de l'Affaire : l'Affaire Dreyfus d'après les archives diplomatiques, Paris, Productions de Paris,  1959.
- La Grande Conjuration contre Hitler, Paris, Del Duca, 1963.
- Aristide Briand. Diplomat und Idealist, Gottingen, Frankfurt, Zurich, Musterschmidt, 1966.
- L'Europe de 1900 à 1914, Paris, Sirey, 1967, en collaboration avec Raymond Isay et Henry Germain-Martin.
- La Troisième République, Lausanne, Éditions Rencontre, 1968.
- Les Origines de la deuxième guerre mondiale, Paris, Payot, 1969.
- L'Échiquier de Metz, Empire ou République, 1870, Paris, Payot, 1971.
- La France de 1870 et le duc d’Aumale, Paris, Publications de la Sorbonne, 1975.
- Bazaine : les secrets d'un maréchal, 1811-1888, Paris, Imprimerie nationale, 1978.